# Вильгард
Вильгард (лат. Vilgardus) — неортодоксальный христианский проповедник X века из Равенны, предпринявший попытку совместить учение Церкви и языческую культуру. Согласно мнению Вильгарда, божественное откровение нашло отражение не только в Священном Писании, но и в творчестве классических латинских поэтов.
Учение проповедника было осуждено архиепископом Равенны Петром (928—971), нашедшим, что попытки учредить культ Вергилия, Горация и Овидия несовместимы с христианской религией. Вскоре после вердикта прелата Вильгард был убит; обстоятельства его смерти остались неизвестными.

## Сон Вильгарда
Согласно утверждению историка Рауля Глабера, Вильгард придавал большое значение мистическому сну, в котором увидел поэтов Вергилия, Горация и Овидия. Те же просили учредить их культ, обещая взамен славу, подобную их собственной. Проснувшись, Вильгард изменил свою жизнь, повинуясь призыву призраков, но не смог добиться успеха.
По мнению Глабера, в образе латинских классиков сновидцу явились демоны. В сочинении этого историка — «Пяти книгах истории» — Вильгард упомянут сразу после шалонского крестьянина Леутарда, которым овладела нечистая сила.

## Вильгард и Данте
Историки XIX—XXI веков проводят сближение между Вильгардом и Данте. Внимание исследователей привлек тот факт, что оба интеллектуала Средневековья были убеждены в мистической связи между ними и Вергилием.
Р. Мур охарактеризовал ересь Вильгарда как «изолированный случай» в истории инаковерческих движений. По мнению большинства исследователей, деятельность этого проповедника отразила рост интереса к античной культуре. В современной историографии отмечается, что опасность «языческого влияния» упоминали такие авторы X—XI веков, как Одон Клюнийский и Аббон из Флёри. Первый из них утверждал, что видел сон, в котором языческая мудрость предстала в образе ядовитой змеи. Второй объявил, что изъял из библиотеки своего монастыря все тексты античных авторов.